# Swiss Indoors
Swiss Indoors este un turneu profesionist de tenis masculin disputat pe terenuri cu suprafață dură, în interior, la St. Jakobshalle din Basel, Elveția.

## Istoric
Turneul a fost creat în 1970 de Roger Brennwald și inițial, jucau în principal jucători de top elvețieni. A devenit un eveniment pe circuitul de tenis al Marelui Premiu în 1977, când Björn Borg a câștigat titlul și a rămas turneu al Marelui Premiu până în 1989. Din 2009 face parte din World Tour 500 Series din turul ATP. Înainte de 2009, în perioada 1990-999, a făcut parte din ATP World Series, care a devenit ATP International Series în 2000. A avut loc anual la St. Jakobshalle din Basel, Elveția, în octombrie, din 1995.
Născut la Basel, Roger Federer deține recordul pentru cele mai multe titluri de simplu, câștigând turneul de zece ori, în 2006–2008, 2010–2011, 2014–2015 și 2017–2019. Federer deține recordul și pentru cele mai multe finale jucate – de cincisprezece ori: 2000–2001, 2006–2015, 2017–2019, care este, de asemenea, un record în Open Era pentru cele mai multe finale jucate la un singur eveniment ATP.
Turneul a fost disputat pe terenurile sale interioare de culoare roșie unice până în 2010; începând din 2011, culoarea terenului a fost schimbată în culoarea albastră a majorității celorlalte turnee din sezonul european de toamnă.

## Rezultate

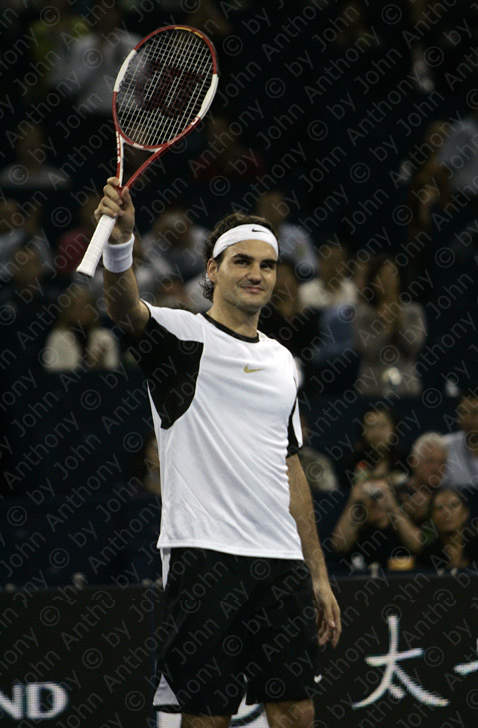
Roger Federer deține recordul pentru cele mai multe titluri de simplu, câștigând turneul de zece ori. El deține recordul și pentru cele mai multe finale jucate la Swiss Indoors – de cincisprezece ori

### Simplu
| An          | Campion                                | Finalist                               | Scor                                   |                                        |
| ----------- | -------------------------------------- | -------------------------------------- | -------------------------------------- | -------------------------------------- |
| 1970        | Klaus Berger                           | Ernst Schori                           | 6–3, 6–1                               |                                        |
| 1971        | Jiří Zahradníček                       | Petr Kanderal                          | 6–4, 5–7, 6–3                          |                                        |
| 1972        | Michel Burgener                        | Petr Kanderal                          | 7–5, 4–6, 6–0                          |                                        |
| 1973        | Jean-Claude Barclay                    | Leonardo Manta                         | 6–3, 7–5                               |                                        |
| 1974        | Roger Taylor                           | Petr Kanderal                          | 6–4, 6–2                               |                                        |
| 1975        | Jiří Hřebec                            | Ilie Năstase                           | 6–1, 7–6, 2–6, 6–4                     |                                        |
| 1976        | Jan Kodeš                              | Jiří Hřebec                            | 6–4, 6–2, 6–3                          |                                        |
| 1977        | Björn Borg                             | John Lloyd                             | 6–4, 6–2, 6–3                          |                                        |
| 1978        | Guillermo Vilas                        | John McEnroe                           | 6–3, 5–7, 7–5, 6–4                     |                                        |
| 1979        | Brian Gottfried                        | Johan Kriek                            | 7–5, 6–1, 4–6, 6–3                     |                                        |
| 1980        | Ivan Lendl                             | Björn Borg                             | 6–3, 6–2, 5–7, 0–6, 6–4                |                                        |
| 1981        | Ivan Lendl (2)                         | José Luis Clerc                        | 6–2, 6–3, 6–0                          |                                        |
| 1982        | Yannick Noah                           | Mats Wilander                          | 6–4, 6–2, 6–3                          |                                        |
| 1983        | Vitas Gerulaitis                       | Wojtek Fibak                           | 4–6, 6–1, 7–5, 5–5 retired             |                                        |
| 1984        | Joakim Nyström                         | Tim Wilkison                           | 6–3, 3–6, 6–4, 6–2                     |                                        |
| 1985        | Stefan Edberg (1)                      | Yannick Noah                           | 6–7, 6–4, 7–6, 6–1                     |                                        |
| 1986        | Stefan Edberg (2)                      | Yannick Noah                           | 7–6, 6–2, 6–7, 7–6                     |                                        |
| 1987        | Yannick Noah (2)                       | Ronald Agénor                          | 7–6, 6–4, 6–4                          |                                        |
| 1988        | Stefan Edberg (3)                      | Jakob Hlasek                           | 7–5, 6–3, 3–6, 6–2                     |                                        |
| 1989        | Jim Courier                            | Stefan Edberg                          | 7–6, 3–6, 2–6, 6–0, 7–5                |                                        |
| 1990        | John McEnroe                           | Goran Ivanišević                       | 6–7, 4–6, 7–6, 6–3, 6–4                |                                        |
| 1991        | Jakob Hlasek                           | John McEnroe                           | 7–6(7–4), 6–0, 6–3                     |                                        |
| 1992        | Boris Becker                           | Petr Korda                             | 3–6, 6–3, 6–2, 6–4                     |                                        |
| 1993        | Michael Stich                          | Stefan Edberg                          | 6–4, 6–7(5–7), 6–3, 6–2                |                                        |
| 1994        | Wayne Ferreira                         | Patrick McEnroe                        | 4–6, 6–2, 7–6(9–7), 6–3                |                                        |
| 1995        | Jim Courier (2)                        | Jan Siemerink                          | 6–7(2–7), 7–6(7–5), 5–7, 6–2, 7–5      |                                        |
| 1996        | Pete Sampras                           | Hendrik Dreekmann                      | 7–5, 6–2, 6–0                          |                                        |
| 1997        | Greg Rusedski                          | Mark Philippoussis                     | 6–3, 7–6(8–6), 7–6(7–3)                |                                        |
| 1998        | Tim Henman                             | Andre Agassi                           | 6–4, 6–3, 3–6, 6–4                     |                                        |
| 1999        | Karol Kučera                           | Tim Henman                             | 6–4, 7–6(12–10), 4–6, 4–6, 7–6(7–2)    |                                        |
| 2000        | Thomas Enqvist                         | Roger Federer                          | 6–2, 4–6, 7–6(7–4), 1–6, 6–1           |                                        |
| 2001        | Tim Henman (2)                         | Roger Federer                          | 6–3, 6–4, 6–2                          |                                        |
| 2002        | David Nalbandian                       | Fernando González                      | 6–4, 6–3, 6–2                          |                                        |
| 2003        | Guillermo Coria                        | David Nalbandian                       | walkover                               |                                        |
| 2004        | Jiří Novák                             | David Nalbandian                       | 5–7, 6–3, 6–4, 1–6, 6–2                |                                        |
| 2005        | Fernando González                      | Marcos Baghdatis                       | 6–7(8–10), 6–3, 7–5, 6–4               |                                        |
| 2006        | Roger Federer                          | Fernando González                      | 6–3, 6–2, 7–6(7–3)                     |                                        |
| 2007        | Roger Federer (2)                      | Jarkko Nieminen                        | 6–3, 6–4                               |                                        |
| 2008        | Roger Federer (3)                      | David Nalbandian                       | 6–3, 6–4                               |                                        |
| 2009        | Novak Djokovic                         | Roger Federer                          | 6–4, 4–6, 6–2                          |                                        |
| 2010        | Roger Federer (4)                      | Novak Djokovic                         | 6–4, 3–6, 6–1                          |                                        |
| 2011        | Roger Federer (5)                      | Kei Nishikori                          | 6–1, 6–3                               |                                        |
| 2012        | Juan Martín del Potro                  | Roger Federer                          | 6–4, 6–7(5–7), 7–6(7–3)                |                                        |
| 2013        | Juan Martín del Potro (2)              | Roger Federer                          | 7–6(7–3), 2–6, 6–4                     |                                        |
| 2014        | Roger Federer (6)                      | David Goffin                           | 6–2, 6–2                               |                                        |
| 2015        | Roger Federer (7)                      | Rafael Nadal                           | 6–3, 5–7, 6–3                          |                                        |
| 2016        | Marin Čilić                            | Kei Nishikori                          | 6–1, 7–6(7–5)                          |                                        |
| 2017        | Roger Federer (8)                      | Juan Martín del Potro                  | 6–7(5–7), 6–4, 6–3                     |                                        |
| 2018        | Roger Federer (9)                      | Marius Copil                           | 7–6(7–5), 6–4                          |                                        |
| 2019        | Roger Federer (10)                     | Alex de Minaur                         | 6–2, 6–2                               |                                        |
| 2020 & 2021 | Anulat din cauza pandemiei de COVID-19 | Anulat din cauza pandemiei de COVID-19 | Anulat din cauza pandemiei de COVID-19 | Anulat din cauza pandemiei de COVID-19 |
| 2022        | Félix Auger-Aliassime                  | Holger Rune                            | 6–3, 7–5                               |                                        |
| 2023        | Félix Auger-Aliassime (2)              | Hubert Hurkacz                         | 7–6(7–3), 7–6(7–5)                     |                                        |
| 2024        | Giovanni Mpetshi Perricard             | Ben Shelton                            | 6–4, 7–6(7–4)                          |                                        |

### Dublu
| An          | Campion                                  | Finalist                               | Scor                                   |                                        |
| ----------- | ---------------------------------------- | -------------------------------------- | -------------------------------------- | -------------------------------------- |
| 1976        | Frew McMillan Tom Okker                  | Jiří Hřebec Jan Kodeš                  | 6–4, 7–6, 6–4                          |                                        |
| 1977        | Mark Cox Buster Mottram                  | John Feaver John James                 | 7–5, 6–4, 6–3                          |                                        |
| 1978        | Wojtek Fibak John McEnroe                | Bruce Manson Andrew Pattison           | 7–6, 7–5                               |                                        |
| 1979        | Bob Hewitt Frew McMillan (2)             | Brian Gottfried Raúl Ramírez           | 6–3, 6–4                               |                                        |
| 1980        | Kevin Curren Steve Denton                | Bob Hewitt Frew McMillan               | 6–7, 6–4, 6–4                          |                                        |
| 1981        | José Luis Clerc Ilie Năstase             | Markus Günthardt Pavel Složil          | 7–6, 6–7, 7–6                          |                                        |
| 1982        | Henri Leconte Yannick Noah               | Fritz Buehning Pavel Složil            | 6–2, 6–2                               |                                        |
| 1983        | Pavel Složil Tomáš Šmíd                  | Stefan Edberg Florin Segărceanu        | 6–1, 3–6, 7–6                          |                                        |
| 1984        | Pavel Složil (2) Tomáš Šmíd (2)          | Stefan Edberg Tim Wilkison             | 7–6, 6–2                               |                                        |
| 1985        | Tim Gullikson Tom Gullikson              | Mark Dickson Tim Wilkison              | 4–6, 6–4, 6–4                          |                                        |
| 1986        | Guy Forget Yannick Noah (2)              | Jan Gunnarsson Tomáš Šmíd              | 7–6, 6–4                               |                                        |
| 1987        | Anders Järryd Tomáš Šmíd (3)             | Stanislav Birner Jaroslav Navrátil     | 6–4, 6–3                               |                                        |
| 1988        | Jakob Hlasek Tomáš Šmíd (4)              | Jeremy Bates Peter Lundgren            | 6–3, 6–1                               |                                        |
| 1989        | Udo Riglewski Michael Stich              | Omar Camporese Claudio Mezzadri        | 6–3, 4–6, 6–0                          |                                        |
| 1990        | Stefan Kruger Christo van Rensburg       | Neil Broad Gary Muller                 | 4–6, 7–6, 6–3                          |                                        |
| 1991        | Jakob Hlasek (2) Patrick McEnroe         | Petr Korda John McEnroe                | 3–6, 7–6, 7–6                          |                                        |
| 1992        | Tom Nijssen Cyril Suk                    | Karel Nováček David Rikl               | 6–3, 6–4                               |                                        |
| 1993        | Byron Black Jonathan Stark               | Brad Pearce Dave Randall               | 3–6, 7–5, 6–3                          |                                        |
| 1994        | Patrick McEnroe (2) Jared Palmer         | Lan Bale John-Laffnie de Jager         | 6–3, 7–6                               |                                        |
| 1995        | Cyril Suk (2) Daniel Vacek               | Mark Keil Peter Nyborg                 | 3–6, 6–3, 6–3                          |                                        |
| 1996        | Yevgeny Kafelnikov Daniel Vacek (2)      | David Adams Menno Oosting              | 6–3, 6–4                               |                                        |
| 1997        | Tim Henman Marc Rosset                   | Karsten Braasch Jim Grabb              | 7–6, 6–7, 7–6                          |                                        |
| 1998        | Olivier Delaître Fabrice Santoro         | Piet Norval Kevin Ullyett              | 6–3, 7–6                               |                                        |
| 1999        | Brent Haygarth Aleksandar Kitinov        | Jiří Novák David Rikl                  | 0–6, 6–4, 7–5                          |                                        |
| 2000        | Donald Johnson Piet Norval               | Roger Federer Dominik Hrbatý           | 7–6(11–9), 4–6, 7–6(7–4)               |                                        |
| 2001        | Ellis Ferreira Rick Leach                | Mahesh Bhupathi Leander Paes           | 7–6(7–3), 6–4                          |                                        |
| 2002        | Bob Bryan Mike Bryan                     | Mark Knowles Daniel Nestor             | 7–6(7–1), 7–5                          |                                        |
| 2003        | Mark Knowles Daniel Nestor               | Lucas Arnold Ker Mariano Hood          | 6–4, 6–2                               |                                        |
| 2004        | Bob Bryan (2) Mike Bryan (2)             | Lucas Arnold Ker Mariano Hood          | 7–6(11–9), 6–2                         |                                        |
| 2005        | Agustín Calleri Fernando González        | Stephen Huss Wesley Moodie             | 7–5, 7–5                               |                                        |
| 2006        | Mark Knowles (2) Daniel Nestor (2)       | Mariusz Fyrstenberg Marcin Matkowski   | 4–6, 6–4, [10–8]                       |                                        |
| 2007        | Bob Bryan (3) Mike Bryan (3)             | James Blake Mark Knowles               | 6–1, 6–1                               |                                        |
| 2008        | Mahesh Bhupathi Mark Knowles (3)         | Christopher Kas Philipp Kohlschreiber  | 6–3, 6–3                               |                                        |
| 2009        | Daniel Nestor (3) Nenad Zimonjić         | Bob Bryan Mike Bryan                   | 6–2, 6–3                               |                                        |
| 2010        | Bob Bryan (4) Mike Bryan (4)             | Daniel Nestor Nenad Zimonjić           | 6–3, 3–6, [10–3]                       |                                        |
| 2011        | Michaël Llodra Nenad Zimonjić (2)        | Max Mirnyi Daniel Nestor               | 6–4, 7–5                               |                                        |
| 2012        | Daniel Nestor (4) Nenad Zimonjić (3)     | Treat Conrad Huey Dominic Inglot       | 7–5, 6–7(4–7), [10–5]                  |                                        |
| 2013        | Treat Conrad Huey Dominic Inglot         | Julian Knowle Oliver Marach            | 6–3, 3–6, [10–4]                       |                                        |
| 2014        | Vasek Pospisil Nenad Zimonjić (4)        | Marin Draganja Henri Kontinen          | 7–6(15–13), 1–6, [10–5]                |                                        |
| 2015        | Alexander Peya Bruno Soares              | Jamie Murray John Peers                | 7–5, 7–5                               |                                        |
| 2016        | Marcel Granollers Jack Sock              | Robert Lindstedt Michael Venus         | 6–3, 6–4                               |                                        |
| 2017        | Ivan Dodig Marcel Granollers (2)         | Fabrice Martin Édouard Roger-Vasselin  | 7–5, 7–6(8–6)                          |                                        |
| 2018        | Dominic Inglot (2) Franko Škugor         | Alexander Zverev Mischa Zverev         | 6–2, 7–5                               |                                        |
| 2019        | Jean-Julien Rojer Horia Tecău            | Taylor Fritz Reilly Opelka             | 7–5, 6–3                               |                                        |
| 2020 & 2021 | Anulat din cauza pandemiei de COVID-19   | Anulat din cauza pandemiei de COVID-19 | Anulat din cauza pandemiei de COVID-19 | Anulat din cauza pandemiei de COVID-19 |
| 2022        | Ivan Dodig (2) Austin Krajicek           | Nicolas Mahut Édouard Roger-Vasselin   | 6–4, 7–6(7–5)                          |                                        |
| 2023        | Santiago González Édouard Roger-Vasselin | Hugo Nys Jan Zieliński                 | 6–7(8–10), 7–6(7–3), [10–1]            |                                        |
| 2024        | Jamie Murray John Peers                  | Wesley Koolhof Nikola Mektić           | 6–3, 7–5                               |                                        |